# Constantin al VI-lea
Constantin al VI-lea (poreclit Orbul, Konstantinos Typhlos) [n. 14 ianuarie 771 d.Hr., Constantinopol, Imperiul Roman de Răsărit – d. 798 d.Hr., Constantinopol, Imperiul Roman de Răsărit] a fost împărat bizantin între 780 și 797, fiul lui Leon al IV-lea și al Irinei Ateniana.
În 776 a fost numit co-împărat de către tatăl lui și a devenit împărat sub regența Irinei în 780. În 782 a fost logodit cu Rotrude, fiica lui Carol cel Mare, dar căsătoria a fost desfăcută în 788. 
În 790, Constantin s-a revoltat împotriva mamei sale, care se declarase împărăteasă. Dar, Irina și-a păstrat acest titlu și a fost pe deplin acceptat în 792.
Între 791 și 792, Balcanii au fost pustiiți de țarul Kardam al Bulgariei, iar în 793 Constantin a reprimat o răscoală în Armenia. 
În 797, a fost capturat și orbit de către suporterii mamei sale. După unele surse, el ar fi murit în același an. 
A fost ultimul șef de stat recunoscut în egală măsură ca împărat roman, atât de supușii lui din imperiu, cât și de papalitate și de puterile europene apusene asupra cărora Papa și-a exercitat suzeranitatea. Abilitatea bizantinilor de a apăra Statele Papale s-a diminuat, după primele cuceriri islamice, așa că suveranii pontifi au fost nevoiți să ceară protecția francilor. Apogeul s-a desfășurat la 800, când Papa Leon al III-lea, din recunoștință față de franci pentru păstrarea puterii lui și a controlului, l-a încoronat pe Charlemagne ca "împărat al romanilor". În baza ideii că o femeie nu poate fi împărăteasă în toată regula, acest fapt a pus temeliile unei entități politice noi, independentă de Răsărit, ce va evolua în Sf. Imperiu Roman. 

## Descendenți
Cu prima soție, Maria de Amnia, Constantin al VI-lea a avut două fiice:
- Eufrosia, care s-a măritat cu Mihail al II-lea;
- Irina, care s-a călugărit.

Cu amanta care i-a devenit a doua soție, Teodora, Constantin a avut 2 fii: Leon, care a murit în 797, și un altul rămas necunoscut, care a murit cândva între 802 și 808.